# 格奥尔基·契切林

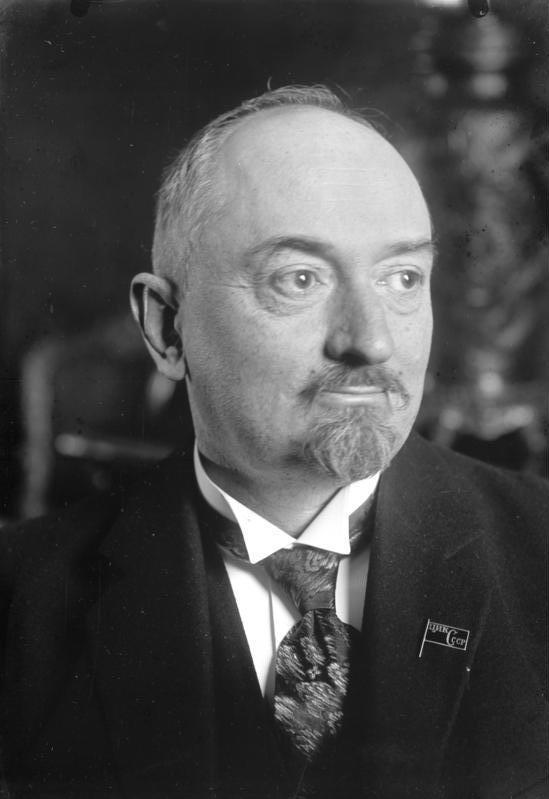
格奥尔基·契切林

格奥尔基·瓦西里耶维奇·契切林（羅馬化：Georgiy Vasilyevich Chicherin；1872年11月24日—1936年7月7日），苏联政治人物，曾任苏联外交人民委员（1918年—1930年）。

## 生平

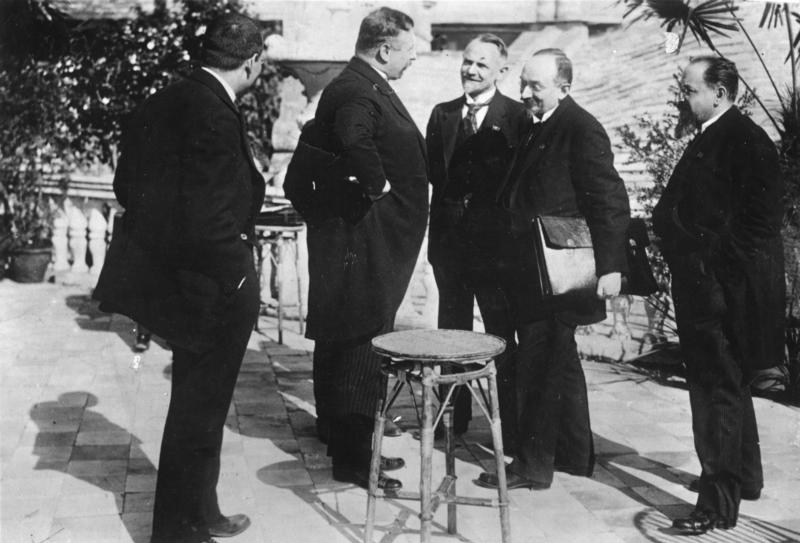
格奥尔基·契切林与苏维埃俄罗斯代表团一行同纳粹德国缔结《拉帕洛条约》时的照片

契切林生于俄罗斯帝国坦波夫省基尔萨诺夫区，为著名诗人普希金远亲，贵族出身，精通六国语言。
第一次世界大战时加入布尔什维克党。住在伦敦时，对英国工党的反战左翼给予帮助，因此被英国政府逮捕关押。
1918年1月3日离开英国回到彼得格勒。任苏俄外交副人民委员。作为苏俄外交人民委员托洛茨基的副手参与签订布列斯特-立陶夫斯克条约，由于托洛茨基拒绝在该条约上签字，托洛茨基辞职后契切林代表苏俄政府签署了该条约，使苏俄退出一战。契切林继任苏俄外交人民委员。
1922年代表苏联参加1922年热那亚会议。同年与魏玛共和国外长拉特瑙签订1922年拉帕洛条约，使德苏关系正常化。1930年因病被李维诺夫替代。